# Băjenari
Băjenari – wieś w Rumunii, w okręgu Vâlcea, w gminie Roești. W 2011 roku liczyła 156 mieszkańców.